# Quarry Bank Mill
Quarry Bank Mill (également connu sous le nom de Styal Mill) situé à Styal (en), Cheshire, en Angleterre, est l'une des usines textiles les mieux préservées de la révolution industrielle. Construite en 1784, la filature de coton est inscrite sur la National Heritage List for England en tant que bâtiment classé classé Grade II*. Le National Trust, qui gère le site comme un musée, l'appelle « l'un des plus grands sites du patrimoine industriel de Grande-Bretagne, abritant une communauté industrielle complète ». Quarry Bank Mill a été conçu par Samuel Greg (en) et était remarquable pour les innovations à la fois dans les machines et aussi dans son approche des relations de travail, en grande partie à la suite du travail de l'épouse de Greg, Hannah Lightbody (en). La relation entre les propriétaires et les employés est présentée dans la série télévisée The Mill (en) de 2013.